# Boligee Hill
Boligee Hill, ahora conocida como Myrtle Hill, es una histórica casa de plantación ubicada cerca de Boligee, Alabama, Estados Unidos.

## Historia
La plantación de Boligee Hill fue establecida en 1835 por el Dr. John David Means quien había emigrado a Alabama desde Newberry, Carolina del Sur. El Dr. Means tenía 110 esclavos según el censo del condado de Greene de 1850.
La casa fue construida en 1840 y posteriormente adquirida por la familia Hays en 1869, siendo renombrada como Myrtle Hall por el "sweet myrtle" (Acorus calamus) que crece en los alrededores. La propiedad fue restaurada en 2007 por la familia Beeker y rebautizada como Myrtle Hill. La casa fue incluida en el Registro Nacional de Lugares Históricos el 19 de febrero de 1982 debido a su importancia arquitectónica.

## Galería

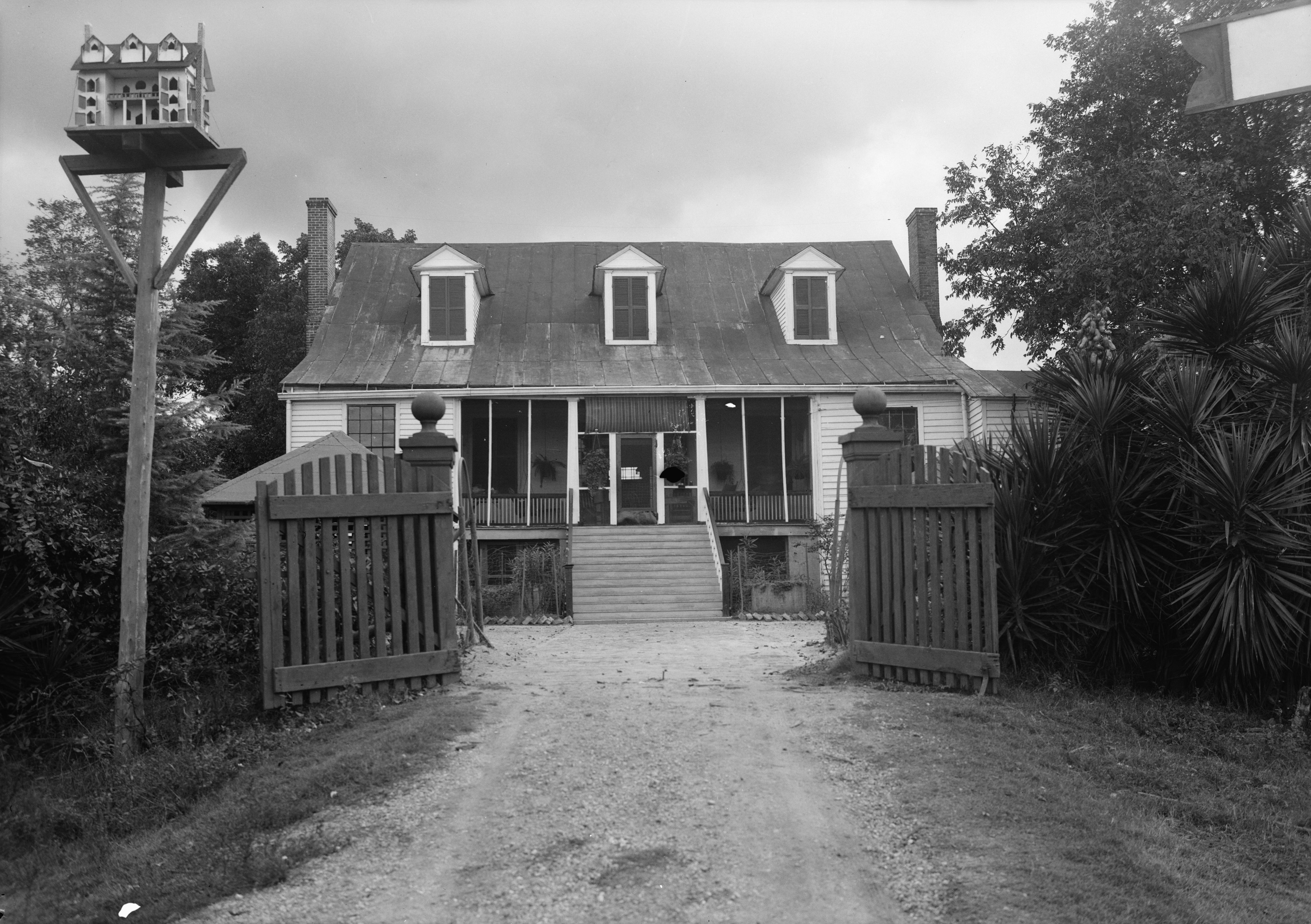
Parte trasera de la casa en 1936
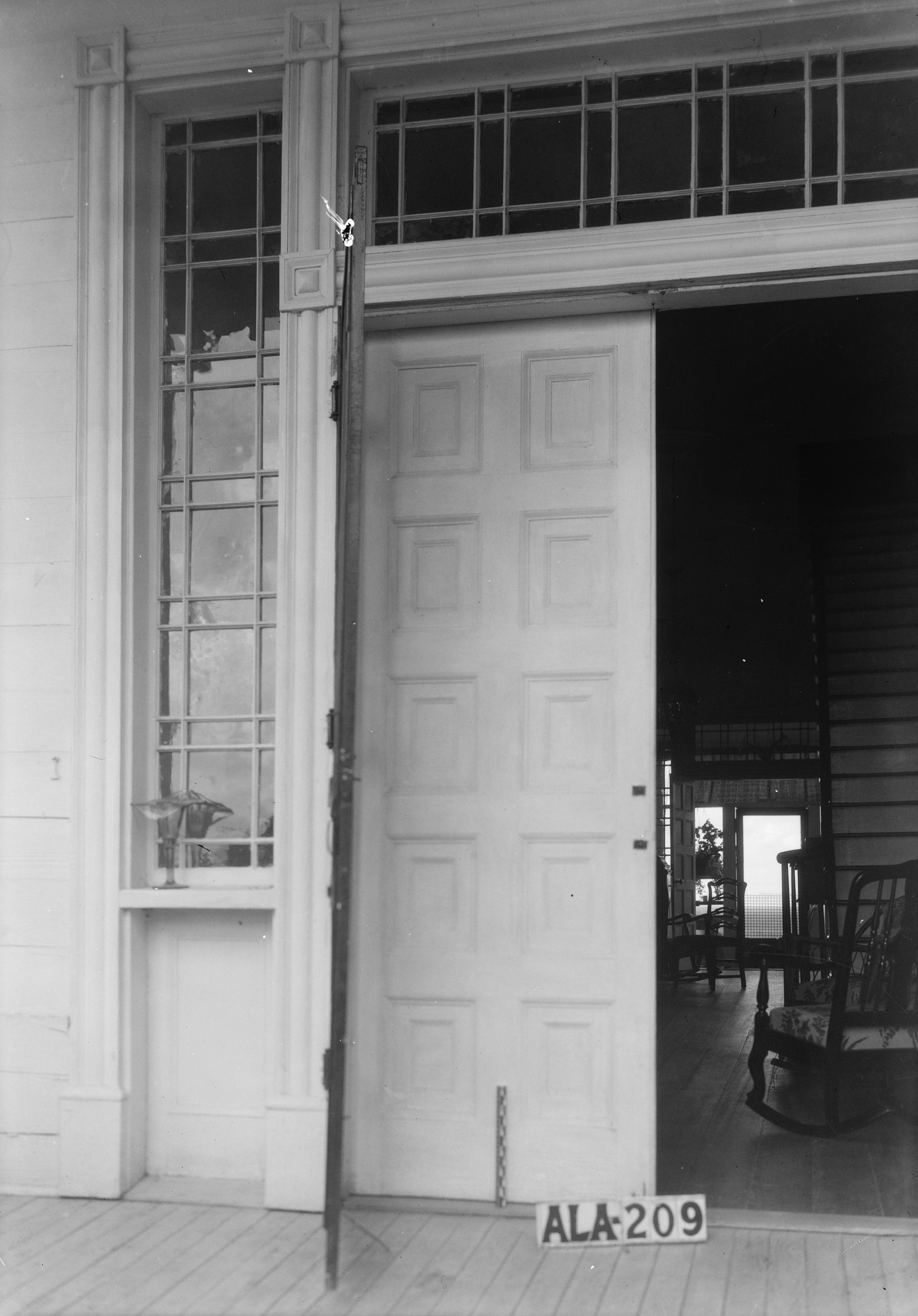
Detalle de la entrada principal
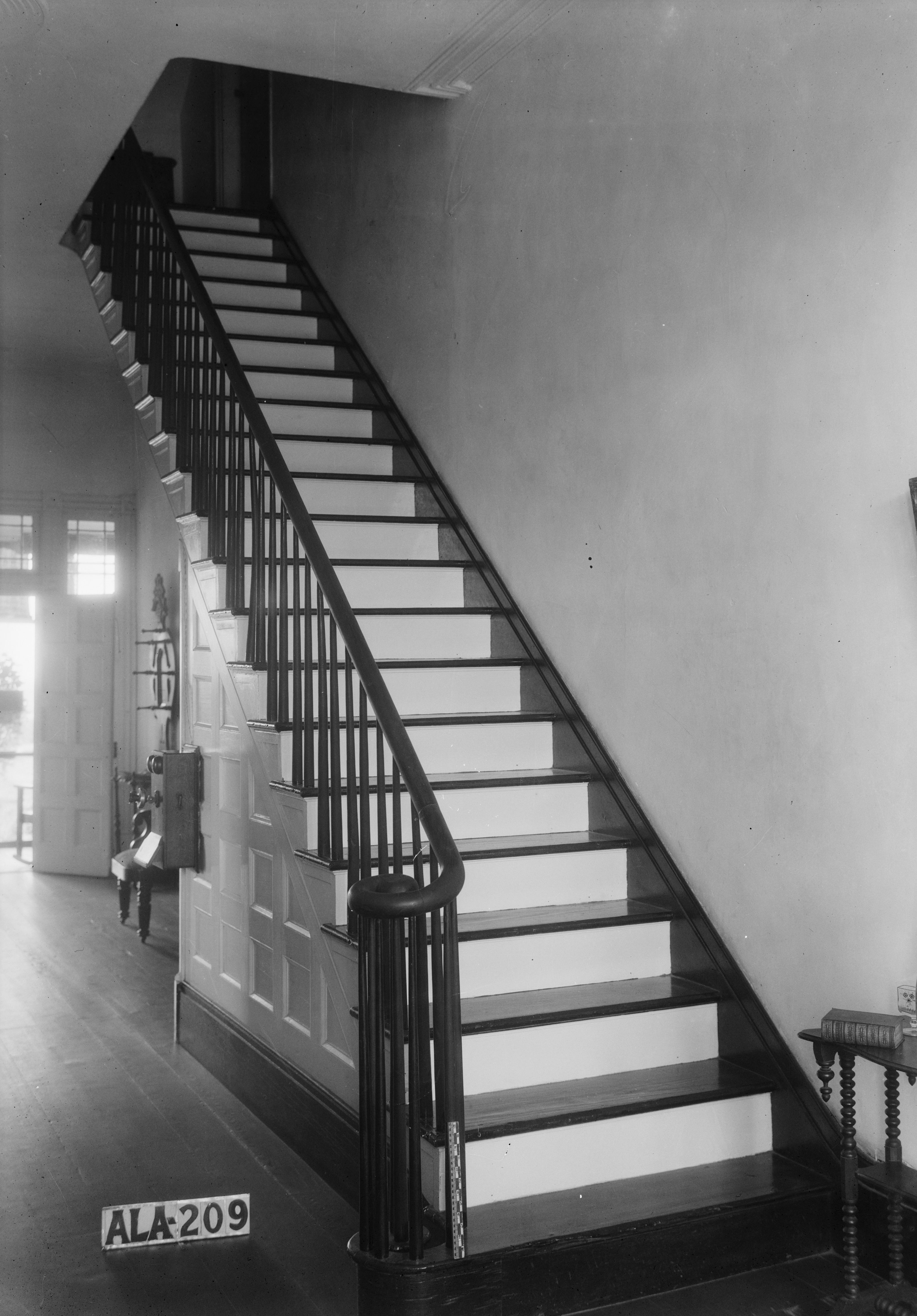
Detalle de la escalera en el hall de entrada